# Relations entre le Bhoutan et l'Union européenne
Les relations entre le Bhoutan et l’Union européenne est très présente au Bhoutan depuis 1982. Les programmes de coopération de l’Union ont permis au Bhoutan d'atteindre les Objectifs du millénaire pour le développement. En coopération avec les autres donateurs et avec les autorités bhoutanaises, une stratégie a été préparée, centrée sur le secteur des ressources naturelles renouvelables et sur la bonne gouvernance.
Un mémorandum d'entente sur le programme indicatif pluri-annuel de 2011-2013 fut signé entre le Bhoutan et l'Union en décembre 2010.
L'Union soutient les réformes institutionnelles vers une monarchie constitutionnelle. En 2008, une mission d'observation des premières élections parlementaires fut envoyée au Bhoutan.

## Sources

## Compléments